# 2024 en Islande
Chronologie de l'Islande
- 2020
- 2021
- 2022
- 2023
- 2024
- 2025
- 2026
- 2027
- 2028

Cet article présente les faits marquants de l'année 2024 en Islande ou relatifs à L'Islande.

## Évènements
L'année 2024 est l'année des éruptions volcaniques par excellence en Islande. La péninsule de Reykjanes se réveille après 800 ans de sommeil. La petite localité portuaire de ± 4 000 habitants, Grindavík, est déclaré inhabitable après sa première évacuation  en novembre 2023. Presque toutes les maisons ont été vendues à l'état islandais, transformant la localité en « village fantôme ». On dénombre pas moins de sept éruptions dans la même région de novembre 2023 à novembre 2024.

### Janvier
- 14 janvier : seconde éruption sur le Svartsengi commencée le 28 décembre 2023 déversant de la lave dans les rues de Grindavík et réduisant trois maisons en cendres.

### Février
- 8 février : troisième éruption près de la même localité de Grindavík accompagnée d'une rivière de magma de 15 millions de mètres cubes durant les sept premières heures.
- 19 février : les habitants de Grindavik sont autorisés à rentrer chez eux « à leurs risques et périls », évacués le 11 novembre 2023[2].

### Mars
- 17 mars : quatrième éruption importante qui menace cette fois les canalisations reliées à la centrale de Svartsengi qui alimente 30 000 personnes en eau et en chauffage[3].

### Avril
- 5 avril : la première ministre, Katrín Jakobsdóttir, annonce sa démission pour être candidate à la présidence à l'occasion de l'élection du 1er juin.
- 9 avril : Bjarni Benediktsson devient à nouveau premier ministre[4].

### Juin
- 1er juin : élection présidentielle.
- 11 juin : l'Islande autorise la chasse à la baleine pour la saison 2024[5].

### Août
- 1 août : Halla Tómasdóttir devient officiellement présidente.
- 25 août : un touriste américain est tué dans l'effondrement d'une grotte de glace lors d'une visite organisée du glacier Breiðamerkurjökull[6].

### Novembre
- 20 novembre : le volcan Sundhnúksgígar entre en éruption par une fissure de 2,5 km. Il s'agit de la septième éruption dans la  péninsule de Reykjanes presque jour pour jour depuis un an[7].
- 30 novembre : élections législatives.

### Décembre
- 5 décembre : l'autorisation de la chasse à la baleine est reconduite jusqu'en 2029[8].
- 21 décembre : Kristrún Frostadóttir devient Première ministre.